# 山口廉王
山口 廉王（やまぐち れお、2006年5月14日 - ）は、東京都大田区出身のプロ野球選手（投手）。右投右打。オリックス・バファローズ所属。

## 経歴

### プロ入り前
練馬区立田柄第二小学校1年生のときに軟式野球を始め、青森県の『野内ヤンキース』でのプレーを経て、宮城県の多賀城市立高崎中学校時代は硬式野球の『宮城北部シニア』でプレー。小中ともにメインポジションは捕手ながら、成長痛もあって内野手と投手も兼任していた。
仙台育英高校へ進学し、投手一本で勝負してみたいという願望を抱いていたが、中学時代から違和感があった右肘がドクターチェックで緊急手術を要する状態であることが判明。成長する前の軟骨が破損しており、膝の骨を肘に移植するという手術を入学直後の5月に受けた。その後は約8か月もノースローの日々を過ごし、内野手で活躍する選択肢も模索していたが、「僕から須江先生に言ったんです。投手に専念したいです、って」と2年春に投手へ専念。ただ、「でも、そこから一気にではなくて、徐々に投手としての出場機会を増やしてもらった感じです」と初のベンチ入りは2年秋の県大会であり、東北との2回戦に先発して公式戦デビューを果たした。続く東陵との3回戦にも先発したが、3回1/3を2失点でチームも敗退。3年春から背番号1を付け、3年夏の宮城大会では聖和学園との決勝で敗れた。
2024年10月24日に開催されたドラフト会議にて、オリックス・バファローズから3位指名を受けた。11月8日には契約金4500万円・年俸500万円（金額はいずれも推定）で仮契約を締結。同29日に新人選手入団発表記者会見が行われ、背番号は47と発表された。担当スカウトは小松聖。

## 選手としての特徴
仙台育英高校では投手専念が2年春、公式戦デビューが2年秋、通算でも公式戦登板が11試合と投手経験は浅いながらも、担当スカウトの小松聖は「スケール感満載で無限の可能性を秘めた大型右腕」と評した。高校時代の持ち球は最速151km/hのストレート、スライダー、カーブ、フォーク、スプリット。
小・中学校時代のメインポジションは捕手。山口の剛球を受けられる捕手がいなかったという事情もあったが、指導者の目が彼の長打力の方にいきがちだったという側面もあり、仙台育英高校でも入学当初は野手を兼任した。須江航監督は「あんまり早い段階でしばるのもなんだし、彼の長打力は捨てがたかったですから」と話し、本人も「とにかく当たったら飛ぶんで。当たれば普通にフェンス手前ぐらいまで届く感じです。低反発バットでもけっこう飛ぶなと思っていましたね」と打撃には自信を持っていた。

## 詳細情報

### 背番号
- 47（2025年[14] - ）